# Aurice

Aurice este o comună în departamentul Landes din sud-vestul Franței. În 2009 avea o populație de 645 de locuitori.

## Evoluția populației
| An        | 1975 | 1982 | 1990 | 1999 | 2006 | 2009 |
| --------- | ---- | ---- | ---- | ---- | ---- | ---- |
| Populație | 543  | 549  | 610  | 627  | 654  | 645  |